# Allocosa obscuroides
Allocosa obscuroides là một loài nhện trong họ wolfspinnen (Lycosidae).
Loài này thuộc chi Allocosa. Allocosa obscuroides được Embrik Strand miêu tả năm 1906.